# Ijime, Dame, Zettai
"Ijime, Dame, Zettai" (イジメ、ダメ、ゼッタイ, lit. "Chega de Bullying") é o single major de estreia lançado pelo grupo japonês de kawaii metal Babymetal. Foi lançado em 9 de janeiro de 2013 através da Jūonbu, sub-gravadora da Toy's Factory, como quarto single para o álbum Babymetal (2014). Como lado B, duas canções inéditas, intituladas "Catch Me If You Can" em sua edição regular e "Babymetal Death" em suas edições limitadas, foram incluídas.
Além do mais, em suas edições limitadas foi incluída uma versão alternativa do single, intitulada "Ijime, Dame, Zettai -Nemesis ver.-"; suas guitarras foram gravadas por Christopher Amott, ex-guitarrista da banda sueca Arch Enemy.
Em 2017, entrou na trilha sonora de Malhação - Viva a Diferença como tema da personagem Tina (Ana Hikari).

## Antecedentes
A canção foi estreada em um concerto do Sakura Gakuin em julho de 2011 e um mês depois foi apresentada no Tokyo Idol Festival, um festival redirecionado a grupos idol. De acordo com Blabbermouth.net, "a canção causou um murmúrio devido a sua mistura de speed metal melódico, letra em torno do tema de Ijime (bullying) e sua performance ao vivo, que incorpora o Wall of Death".
O lançamento do single foi anunciado em 6 de outubro de 2012, ao fim do concerto I, D, Z~Legend "I". Em novembro de 2012, o vídeo musical para a canção foi lançado no YouTube. E, finalmente, em dezembro de 2012 as capas e o conteúdo do single foram revelados.
Kobametal disse em entrevista á revista Hedoban que pretendia lançar "Ijime, Dame, Zettai" como primeiro single do Babymetal, mas levou em consideração lançar algo antes. Sua conclusão foi que se tivesse feito muito metal de inicio, o grupo não iria se diferenciar na cena musical.

## Divulgação
A divulgação de "Ijime, Dame, Zettai" iniciou em 13 de dezembro de 2013, quando foi anunciado que o grupo iria participar da 26ª edição da campanha de pôsteres promocionais No Music, No Idol?; campanha criada em abril de 2011 pela Tower Records, inicialmente com um pôster do Sakura Gakuin. Os pôsteres viriam a ser distribuídos em doze filiais da Tower Records, no Japão, ao adquirir o single. Além disso, em 25 de dezembro de 2012 o grupo liderou uma campanha realizada pelo Departamento de Polícia Metropolitana de Tóquio sobre a segurança de crianças no trânsito, em frente à estação de Shibuya, onde a canção foi apresentada para um público de, aproximadamente, 500 pessoas.
Em 4 de janeiro de 2013, a canção foi apresentada no programa televisivo Happy Music, da emissora NTV; e em 6 de janeiro apresentada no programa televisivo Music Japan, da emissora NHK.
No dia 14 de janeiro de 2013 foi realizado em Osaka um concerto especial em comemoração ao lançamento do single.

## Composição
"Ijime, Dame, Zettai" é uma canção de speed metal melódico que, liricamente, expressa as lutas entre si mesmo e os outros a cerca do tema bullying. De acordo com o grupo, "Ijime, Dame, Zettai" é uma canção que lhe dá um empurrão e faz você dizer "Eu vou tentar um pouco mais".
"Catch Me If You Can" é uma canção de metal industrial, e traz um lado mais pesado e com ênfase nas guitarras e vocais guturais, sendo semelhante ao som da banda Dir en grey.
"Babymetal Death" quase não apresenta vocais por parte das garotas, e é embalada principalmente por elementos do death metal melódico, thrash metal e death metal sinfônico, sendo sua canção mais pesada, deixando o lado J-pop do grupo quase ausente. Originalmente a canção seria uma faixa de apenas um segundo, somente com a frase Babymetal Death, em homenagem à canção "You Suffer" da banda Napalm Death; porém, Kobametal disse que queria uma versão mais longa da canção, como uma versão de "The Mickey Mouse Club March" no estilo Babymetal. "Babymetal Death" é comumente utilizada como abertura dos concertos do grupo, e sua coreografia é uma mistura do clímax das coreografias de outras canções. De acordo com Moametal, "A canção mostra um legal e lindo lado de Babymetal".

## Vídeo musical
O vídeo musical para a faixa título foi dirigido por Kamimetal.

## Faixas
O single foi lançado em quatro edições: edições limitadas "I" "D" e "Z" e uma edição regular.
Informações sobre os compositores, letristas e arranjistas retiradas diretamente do encarte do single e do álbum de estreia do grupo.
| CD single (edição regular) |                                                                                                  |                      |                                |                |         |  |
| N.º                        | Título                                                                                           | Letras               | Música                         | Arranjo        | Duração |  |
| 1.                         | "Ijime, Dame, Zettai" (イジメ、ダメ、ゼッタイ; Chega de Bullying)                                | Nakametal Tsubometal | KxBxmetal Nakametal Tsubometal | Kyoto          | 6:07    |  |
| 2.                         | "Catch Me If You Can" (Catch me if you can)                                                      | Edometal             | Narasaki                       | Narametal      | 3:58    |  |
| 3.                         | "Ijime, Dame, Zettai (Air Vocal ver.)" (イジメ、ダメ、ゼッタイ （Air Vocal ver.）; instrumental) |                      |                                |                | 6:07    |  |
| 4.                         | "Catch Me If You Can (Air Vocal ver.)" (Catch me if you can （Air Vocal ver.）; instrumental)    |                      |                                |                | 3:58    |  |
| Duração total:             | Duração total:                                                                                   | Duração total:       | Duração total:                 | Duração total: | 20:10   |  |

| CD single (acompanha todas as edições limitadas) | |                      |                                |                |         |  |
| N.º                                              | Título | Letras               | Música                         | Arranjo        | Duração |  |
| 1.                                               | "Ijime, Dame, Zettai" (イジメ、ダメ、ゼッタイ; Chega de Bullying)                                               | Nakametal Tsubometal | KxBxmetal Nakametal Tsubometal | Kyoto          | 6:07    |  |
| 2.                                               | "Babymetal Death" (BABYMETAL DEATH)                                                                             | Kitsune of Metal God | Kitsune of Metal God           | Yuyoyuppe      | 5:48    |  |
| 3.                                               | "Ijime, Dame, Zettai -Nemesis ver.-" (イジメ、ダメ、ゼッタイ -Nemesis ver.-; Participação de Christopher Amott) | Nakametal Tsubometal | KxBxmetal Nakametal Tsubometal | Kyoto          | 6:07    |  |
| Duração total:                                   | Duração total:                                                                                                  | Duração total:       | Duração total:                 | Duração total: | 18:02   |  |

| DVD (edição limitada "I") |                                      |         |  |
| N.º                       | Título                               | Duração |  |
| 1.                        | "Ijime, Dame, Zettai (Music Video)"  |         |  |
| 2.                        | "Ijime, Dame, Zettai (Making Video)" |         |  |

| DVD (edição limitada "D") - Live Clip 2012.4.8 "Idol Yokocho Matsuri!!" at Shibuya-AX |                     |         |  |
| N.º                                                                                   | Título              | Duração |  |
| 1.                                                                                    | "Iine!"             |         |  |
| 2.                                                                                    | "Doki Doki Morning" |         |  |

| DVD (edição limitada "Z") - Live Clip 2012.7.21 "Legend~Corset Matsuri" at Meguro rockmaykan |                    |         |  |
| N.º                                                                                          | Título             | Duração |  |
| 1.                                                                                           | "Head Bangya!!"    |         |  |
| 2.                                                                                           | "Uki Uki Midnight" |         |  |

### Pessoal
Babymetal
- Su-metal - Vocais, Dança
- Yuimetal - Screams, Dança
- Moametal - Screams, Dança

### Créditos
Créditos retirados diretamente do encarte do single.
Detalhes gerais
- Single totalmente produzido por Kobametal e Millennium JAPAN
- Masterizado por Tucky (estúdio de masterização: Parasight Mastering)
- Agradecimentos especiais: Marshall

"Ijime, Dame, Zettai"
- Gravado e vocais dirigidos por Naoki Ibaraki (MukuStudio), auxiliado por Masahiro Tamoto no Sound Arts Studio
- Mixado por Taro Isomura (Art Pop Entertainment) no Hamashobo Studio

"Catch me if you can"
- Gravado por Seiji Toda (S.O.L.I.D Sound Lab) no Sound Arts Studio
- Mixado por Seiji Toda (S.O.L.I.D Sound Lab), auxiliado por Shinya Yamazaki no Heart Beat Recording Studio

"Babymetal Death"
- Gravado por Kitsune of Metal God no Wacken Open Studio
- Mixado por Yuyoyuppe

"Ijime, Dame, Zettai -Nemesis ver.-"
- Guitarras especiais por Christopher Amott, cortesia da Trooper Entertainment Inc.

Arte do encarte
- Direção de arte e design: Metalnaka Shimon, Arimetal
- Ilustrador: Metalnaka Shimon
- Fotografia: Susumu Miyawaki (Progress-M Co.,Ltd)
- Estilista: Megumi Date (takahashi office)
- Cabelo e maquiagem: Saori Hida (manisu manisu)
- Coordenação de trabalho de arte: Kumico Watanabe (SMC)

## Críticas
| Críticas profissionais             | Críticas profissionais |
| Avaliações da crítica              | Avaliações da crítica  |
| Fonte                              | Avaliação              |
| ---------------------------------- | ---------------------- |
| Rolling Stone Japan (Namba Kazumi) | [ 28 ]                 |

Namba Kazumi, da revista Rolling Stone Japan, mostrou felicidade ao resenhar o single:  "Finalmente a origem da canção de estreia major que já havia sido apresentada ao vivo. Essa é a canção de erradicação ao bullying, como diz seu título. "Ijime, Dame, Zettai" é uma canção destrutiva com letras fofas. O balanço entre a seriedade e humor é bastante requintada. Eu agradeço à cena idol por ter feito essa estranha canção nascer".

## Desempenho nas paradas musicais
O single vendeu aproximadamente 19 000 cópias na semana de seu lançamento, estreando em 6º lugar na parada semanal da Oricon.
| Parada (2013)                              | Melhor posição |
| ------------------------------------------ | -------------- |
| Japão (Air G' FM 40 Vibes Airplay)         | 12             |
| Japão (Billboard Japan Hot 100)            | 14             |
| Japão (Billboard Japan Radio Songs)        | 46             |
| Japão (Billboard Japan Hot Singles Sales)  | 5              |
| Japão (HBC Best 30 Airplay)                | 6              |
| Japão (Oricon Weekly Singles Chart)        | 6              |
| Japão (Tower Records Weekly Singles Chart) | 2              |

| Parada (2013)                      | Melhor posição |
| ---------------------------------- | -------------- |
| Japão (Oricon Daily Singles Chart) | 5              |
| Japão (Tower Records Daily Chart)  | 2              |

| Parada (2013)                        | Melhor posição |
| ------------------------------------ | -------------- |
| Japão (Oricon Monthly Singles Chart) | 19             |

## Histórico de lançamento
| Região | Data                 | Formato                                                   | Gravadora     |
| ------ | -------------------- | --------------------------------------------------------- | ------------- |
| Mundo  | 9 de janeiro de 2013 | CD single, CD+DVD (somente no Japão)                      | Jūonbu        |
| Mundo  | 9 de janeiro de 2013 | Download digital (mundialmente, via iTunes)               | Toy's Factory |
| Mundo  | 5 de agosto de 2014  | Download digital (mundialmente, via Amazon Digital Store) | Toy's Factory |